# Tysk-österrikiska backhopparveckan 1974/1975
Under Tysk-österrikiska backhopparveckan 1974/1975 vann en österrikare hela den sammanlagda tävlingen för första gången, och österrikare vann även alla fyra deltävlingar. Detta var första gången på elva år som en österrikare vann en deltävling 
Man började hoppa i Oberstdorf den 29 december, den 1 januari hoppade man i Garmisch-Partenkirchen och den 3 januari hoppade man i Innsbruck. Die Abschkussveranstaltung in Bischofshofen wurde den 6 januari.

## Oberstdorf
- Datum: 29 december 1974
- Klockslag: 12:00
- Land:  Västtyskland
- Backe: Schattenbergschanze

| Placering | Hoppare           | Land            | Poäng |
| --------- | ----------------- | --------------- | ----- |
| 01        | Willi Pürstl      | Österrike       | 217,4 |
| 02        | Stanisław Bobak   | Polen           | 210,9 |
| 03        | Rainer Schmidt    | Östtyskland     | 210,6 |
| 04        | Finn Halvorsen    | Norge           | 203,0 |
| 05        | Johan Sætre       | Norge           | 200,9 |
| 06        | Edi Federer       | Österrike       | 200,5 |
| 07        | Jurij Kalinin     | Sovjetunionen   | 199,3 |
| 08        | Paavo Maunu       | Finland         | 198,8 |
| 09        | Heinz Wosipiwo    | Östtyskland     | 194,6 |
| 10        | Hans Schmid       | Schweiz         | 193,8 |
| 11        | Karel Kodejška    | Tjeckoslovakien | 193,4 |
| 12        | Reinhold Bachler  | Österrike       | 192,8 |
| 13        | Adam Krzysztofiak | Polen           | 190,5 |
| 14        | Alexei Petrow     | Sovjetunionen   | 189,1 |
| 15        | Dmitri Abramow    | Sovjetunionen   | 187,8 |

## Garmisch-Partenkirchen
- Datum: 1 januari 1975
- Klockslag: 12:00
- Land:  Västtyskland
- Backe: Große Olympiaschanze

| Placering | Hoppare               | Land            | Poäng |
| --------- | --------------------- | --------------- | ----- |
| 01        | Karl Schnabl          | Österrike       | 226,2 |
| 02        | Kari Ylianttila       | Finland         | 226,0 |
| 03        | Hans Millonig         | Österrike       | 222,2 |
| 04        | Edi Federer           | Österrike       | 221,6 |
| 05        | Willi Pürstl          | Österrike       | 220,7 |
| 06        | Rainer Schmidt        | Östtyskland     | 220,3 |
| 07        | Hans-Georg Aschenbach | Östtyskland     | 220,1 |
| 08        | Alois Lipburger       | Österrike       | 216,2 |
| 09        | Sergei Suslikow       | Sovjetunionen   | 213,5 |
| 10        | Jochen Danneberg      | Östtyskland     | 209,4 |
| 11        | Aleksej Borovitin     | Sovjetunionen   | 209,3 |
| 12        | Jurij Kalinin         | Sovjetunionen   | 209,2 |
| 13        | Henry Glass           | Östtyskland     | 209,1 |
| 14        | Karel Kodejška        | Tjeckoslovakien | 208,8 |
| 15        | Per Bergerud          | Norge           | 207,6 |

## Innsbruck
- Datum: 3 januari 1975
- Klockslag: 13.00
- Land:  Österrike
- Backe: Bergiselschanze

| Placering | Hoppare          | Land            | Poäng |
| --------- | ---------------- | --------------- | ----- |
| 01        | Karl Schnabl     | Österrike       | 239,6 |
| 02        | Edi Federer      | Österrike       | 233,3 |
| 03        | Hans Wallner     | Österrike       | 231,3 |
| 04        | Karel Kodejška   | Tjeckoslovakien | 226,4 |
| 05        | Willi Pürstl     | Österrike       | 226,0 |
| 06        | Stanisław Bobak  | Polen           | 225,3 |
| 07        | Jochen Danneberg | Östtyskland     | 224,8 |
| 08        | Rudolf Höhnl     | Tjeckoslovakien | 224,3 |
| 09        | Reinhold Bachler | Österrike       | 222,7 |
| 10        | Dietrich Kampf   | Östtyskland     | 221,7 |
| 11        | Alfred Pungg     | Österrike       | 217,8 |
| 12        | Rainer Schmidt   | Östtyskland     | 215,9 |
| 13        | Jindřich Balcar  | Tjeckoslovakien | 213,9 |
| 14        | Takao Itō        | Japan           | 213,3 |
| 15        | Esko Rautionaho  | Finland         | 209,3 |

## Bischofshofen
- Datum: 6 januari 1975
- Klockslag: 13.00
- Land:  Österrike
- Backe: Paul-Ausserleitner-Schanze

| Placering | Hoppare               | Land            | Poäng |
| --------- | --------------------- | --------------- | ----- |
| 01        | Karl Schnabl          | Österrike       | 227,0 |
| 02        | Karel Kodejška        | Tjeckoslovakien | 224,6 |
| 03        | Hans-Georg Aschenbach | Östtyskland     | 221,1 |
| 04        | Rudolf Höhnl          | Tjeckoslovakien | 220,9 |
| 05        | Edi Federer           | Österrike       | 218,8 |
| 06        | Hans Millonig         | Österrike       | 215,7 |
| 07        | Willi Pürstl          | Österrike       | 214,9 |
| 08        | Jochen Danneberg      | Östtyskland     | 211,3 |
| 09        | Dietrich Kampf        | Östtyskland     | 210,0 |
| 10        | Eberhard Seifert      | Östtyskland     | 208,8 |
| 11        | Philippe Jacoberger   | Frankrike       | 206,4 |
| 12        | Jurij Kalinin         | Sovjetunionen   | 206,0 |
| 13        | Sergei Suslikow       | Sovjetunionen   | 205,3 |
| 14        | Alfred Grosche        | Västtyskland    | 204,7 |
| 15        | Koii Kakuta           | Japan           | 204,2 |

## Slutställning
| Placering | Namn                  | Nation          | Totalt | Oberst- dorf | Garmisch- Partenk.- | Inns- bruck | Bischofs- hofen |
| --------- | --------------------- | --------------- | ------ | ------------ | ------------------- | ----------- | --------------- |
| 01        | Willi Pürstl          | Österrike       | 879,0  | 217,4 / 01.  | 220,7 / 05.         | 226,0 / 05. | 214,9 / 07.     |
| 02        | Edi Federer           | Österrike       | 874,2  | 200,5 / 06.  | 221,6 / 04.         | 233,3 / 02. | 218,8 / 05.     |
| 03        | Karl Schnabl          | Österrike       | 863,3  | 170,5 / 35.  | 226,2 / 01.         | 239,6 / 01. | 227,0 / 01.     |
| 04        | Stanisław Bobak       | Polen           | 839,4  | 210,9 / 02.  | 206,0 / 18.         | 225,3 / 06. | 197,2 / 22.     |
| 05        | Rainer Schmidt        | Östtyskland     | 834,4  | 210,6 / 03.  | 220,3 / 06.         | 215,9 / 12. | 187,6 / 30.     |
| 06        | Rudolf Höhnl          | Tjeckoslovakien | 831,7  | 180,9 / 24.  | 205,6 / 22.         | 224,3 / 08. | 220,9 / 04.     |
| 07        | Jochen Danneberg      | Östtyskland     | 829,2  | 183,7 / 21.  | 209,4 / 10.         | 224,8 / 07. | 211,3 / 08.     |
| 08        | Jurij Kalinin         | Sovjetunionen   | 821,7  | 199,3 / 07.  | 209,2 / 12.         | 207,2 / 19. | 206,0 / 12.     |
| 09        | Hans Wallner          | Österrike       | 821,6  | 186,3 / 17.  | 204,6 / 24.         | 231,3 / 03. | 199,4 / 20.     |
| 10        | Dietrich Kampf        | Östtyskland     | 817,5  | 185,2 / 19.  | 200,6 / 34.         | 221,7 / 10. | 210,0 / 09.     |
| 11        | Johan Sætre           | Norge           | 817,4  | 200,9 / 05.  | 206,9 / 17.         | 208,2 / 17. | 201,4 / 17.     |
| 12        | Hans Millonig         | Österrike       | 810,8  | 167,4 / 37.  | 222,2 / 03.         | 205,5 / 22. | 215,7 / 06.     |
| 13        | Hans-Georg Aschenbach | Östtyskland     | 807,5  | 184,5 / 20.  | 220,1 / 07.         | 181,4 / 49. | 221,1 / 03.     |
| 14        | Reinhold Bachler      | Österrike       | 806,3  | 192,8 / 12.  | 203,4 / 27.         | 222,7 / 09. | 187,4 / 31.     |
| 15        | Finn Halvorsen        | Norge           | 802,7  | 203,0 / 04.  | 200,8 / 33.         | 198,4 / 28. | 200,1 / 18.     |